# 三鶯國民運動中心
三峽國民運動中心是位於台灣新北市第13座啟用的市民運動中心，地下一層，地上五層。2018年9月30日正式啟用
，以魔術術方塊作為設計理念，內部空間規畫包含50公尺游泳池、體適能中心、桌球室、韻律教室、壁球室等核心空間。

## 設施介紹
| 樓層 | 樓層用途                               |
| ---- | -------------------------------------- |
| 1F   | 游泳池、室外攀岩場                     |
| 2F   | 桌球區、撞球區、私人教練室、多功能教室 |
| 3F   | 體適能中心、綜合球場                   |
| 4F   | 壁球室、柔道角力教室、會議室           |
| B1   | 停車場                                 |

## 外部連結
- 三鶯國民運動中心（页面存档备份，存于）
- 新北市政府體育處—三鶯國民運動中心（页面存档备份，存于）
- 三鶯國民運動中心的Facebook專頁
- YouTube上的三鶯國民運動中心頻道